# Los Leones, Chihuahua
Los Leones är en ort i Mexiko.   Den ligger i kommunen Aldama och delstaten Chihuahua, i den nordvästra delen av landet, 1 200 km nordväst om huvudstaden Mexico City. Los Leones ligger 1 321 meter över havet och antalet invånare är 117.
Terrängen runt Los Leones är platt västerut, men österut är den kuperad. Runt Los Leones är det glesbefolkat, med 8 invånare per kvadratkilometer. Närmaste större samhälle är Chihuahua, 17,3 km sydväst om Los Leones. Omgivningarna runt Los Leones är i huvudsak ett öppet busklandskap.